# Funk
För andra betydelser, se Funk (olika betydelser).
Funk är en musikstil med liknande utveckling som soulen på 1950-talet och 1960-talet. Ordet funk sägs bland annat vara ett slanguttryck för "stank". Funk kännetecknas av ett starkt ostinato via vanligtvis gitarr eller keyboard samt en dominant basgång som oftast fungerar som huvudriff. Andra viktiga instrument är trumpet, trombon och saxofon. Funklåtar är oftast längre än soullåtar och lägger mer vikt vid rytm än melodi, vilket ger utrymme för improvisationer och långa solon.

## Historik
Funken har samma ursprung som soulmusiken ungefär, det vill säga en blandning av rhythm'n'blues, rock, jazz och New Orleans second line rhumba. James Brown har varit mycket viktig för att sprida funken Han var också känd för att vara en skicklig dansare. Hans arrangemang lade särskilt stor vikt vid att markera rytmen. Låtarna "Papa's Got a Brand New Bag", "Cold Sweat" och "Get Up (I Feel Like Being a) Sex Machine" som Brown gjort kan sägas utgöra praktexempel på funk. Funkadelic och Parliament har också varit mycket viktiga i den senare utvecklingen av musiken.
Under 1970-talet fick funken sin storhetstid. Vanligt var också att man blandade in funk i disco och tvärtom. Detta gjorde också att funken inte blev lika hård som den R&B-inspirerade på 1960-talet. Som en motreaktion mot den mer kommersiella utvecklingen av funken utvecklades, med George Clinton i spetsen, en ny form av funk kallad p-funk. Funk var också en av de grundläggande stilarna för hiphopens och electrons utveckling på 1980-talet. Den från västkusten melodiösa g-funken var på många sätt en 90-talets variant av p-funk. Man brukar säga att g-funken skapades av Dr. Dre på sitt album "The Chronic" som släpptes 1992.

## Funkrock
På senare tid har vissa rockband blivit inspirerade av funkmusiken och skapat en ny genre som brukar kallas funkrock, funkmetal eller funkcore. Exempel på band som kan sägas spela funkrock är Red Hot Chili Peppers, INXS, och Aerosmith.

## Exempel på funkband och funkmusiker
- Baby Huey
- Bootsy Collins
- B.T. Express
- Cameo

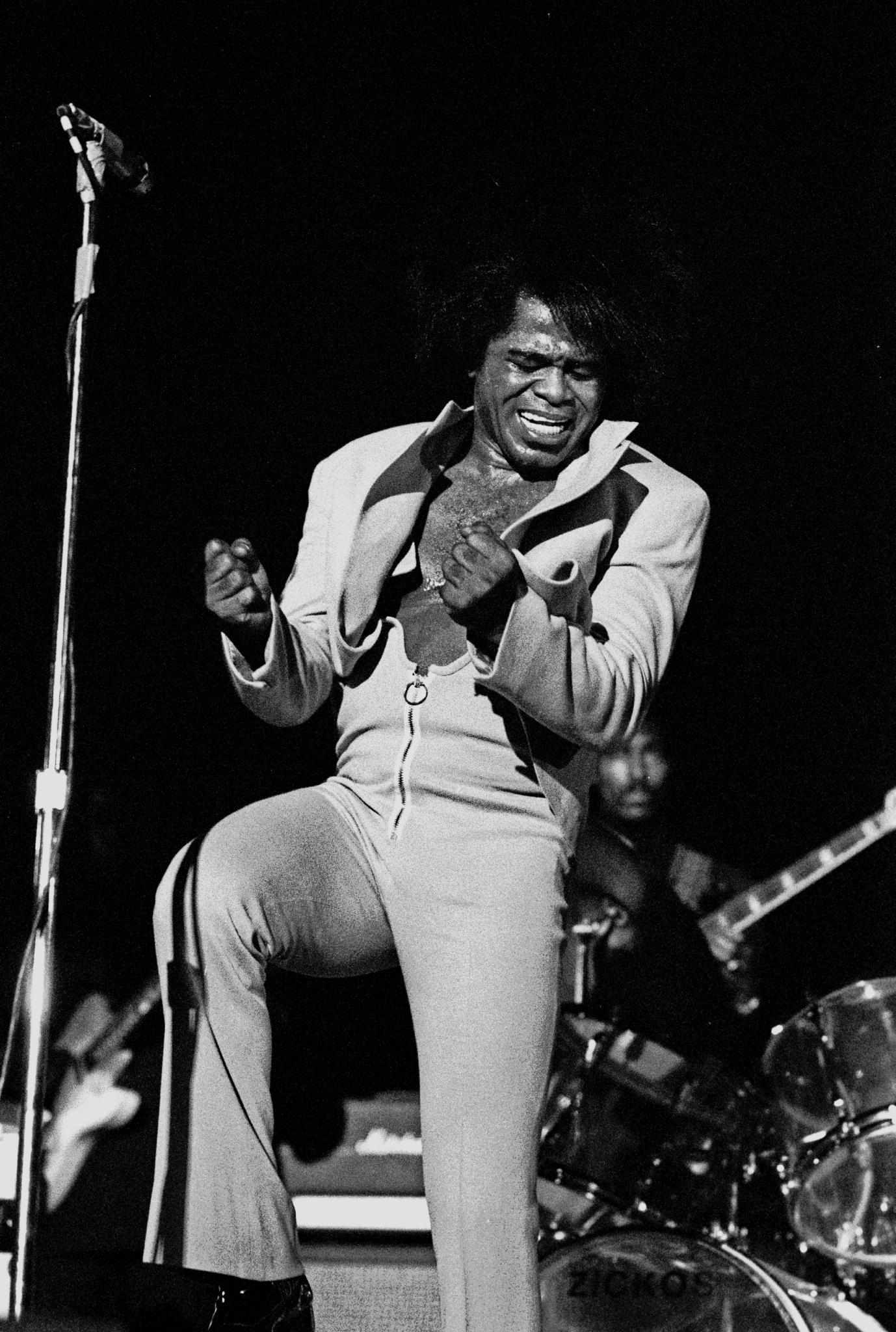
James Brown under en konsert i Hamburg 1973.

- Commodores (under deras tidiga karriär)
- Con Funk Shun
- Curtis Mayfield
- Cymande
- Dazz Band
- Down to the bone
- Earth, Wind & Fire
- Fatback Band
- Funkadelic
- George Clinton
- Isaac Hayes
- James Brown
- Jimmy Castor Bunch
- Joe Tex
- Kool and the Gang
- Larry Graham
- Lakeside
- Morris Day
- One Way
- Parliament
- Parlet
- Prince
- Rick James
- Red Hot Chili Peppers
- Roger Troutman
- Slave
- Sly and the Family Stone
- Stevie Wonder
- The Bar-Kays
- The Gap Band
- The Meters
- The Ohio Players
- The Time
- Tower of Power
- War
- Zapp

## Exempel på funklåtar
- "Sex Machine" – James Brown
- "Jungle Boogie" – Kool and the Gang
- "Family Affair" – Sly and the Family Stone